# Nat Johnson
Nathan Henry Johnson, mieux connu sous le nom de Nat Johnson, était un pianiste et compositeur américain de musique ragtime. Né en 1883 à Boston, il fit publier 18 compositions, dont son célèbre "Calico Rag" de 1914. Il mourut à 37 ans en 1921, dans le Nouveau-Mexique.

## Liste des compositions
1911
- Nat Johnson's RagCalico Rag, (1914)

1912
- Frisco Frazzle - Rag Two Step
- Society Rag
- Sun Kissed Roses - Waltzes
- Lovey Moon

1913
- Gold Dust - Twins Rag
- O.P.H.S. Rag

1914
- Calico Rag
- Hesitation - Waltz

1915
- Helendoro - Fox Trot Rag
- Helendoro - Waltzes
- Dorothy Rag

1916
- Georgia Sweets
- Country Capers

1917
- Caterpillar Creep

1920
- If You'll Come Back

1921
- Dinah

1924

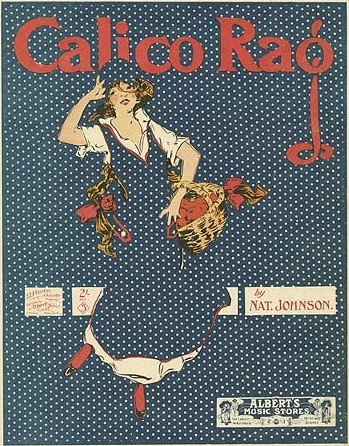
Calico Rag, (1914)

- Whose Wonderful Daddy are You? (posthume)